# Bonnie Banane
Anaïs Thomas, dite Bonnie Banane, est une auteure-compositrice-interprète et comédienne française, née le 2 juillet 1987 en région Bretagne.

## Biographie
Anaïs Thomas naît en Bretagne en 1987,,. Elle est élevée par des parents travaillant dans le secteur médical et grandit à Rennes ainsi que dans le Sud de la France avant de rejoindre Paris.
Formée au CNSAD, elle fait ses débuts de comédienne dans diverses créations, notamment auprès de cinéastes comme Bertrand Bonello, Bertrand Mandico ou encore Valérie Donzelli, ainsi qu'au théâtre.
Puis elle se lance dans la musique sous le nom de Bonnie Banane, avec la sortie en 2012 d'un premier titre, Muscles, créé aux côtés du producteur Walter Mecca et extrait de l'EP Greatest Hits, suivi de l'EP Rapts en 2013, opus chantés en anglais, conceptuels et électroniques. Mais c’est finalement avec Sœur Nature paru en 2015 qu’elle se lance en solo et en français. 
Sur ses morceaux ou les leurs, elle a travaillé avec des artistes tels que Myth Syzer qui l'invite notamment dans « Le Code » en 2017 où elle fait les vocalises aux côtés d’Ichon et Muddy Monk, qui lui donne un premier coup de projecteur, mais aussi Flavien Berger, Chilly Gonzales, Chassol, Hubert Lenoir ou Jimmy Whoo,.
Après le succès de son premier album, Sexy Planet, Bonnie Banane s'aventure sur la scène Jungle et drum’n’bass le temps d'un EP de trois titres intitulé S.O.S et produit par Ponko & Prinzly. Cet EP est né d’une expérimentation en sortie de confinement : l’envie de chanter en français sur une musique presque toujours entendue en anglais.
Puis elle présente son deuxième album, Nini, en 2024,.
Sur la scène de l’Hyper Week-End Festival en 2023, en compagnie de Flavien Berger, elle adapte le répertoire de Brigitte Fontaine et Areski Belkacem,.
Elle est connue pour ses clips musicaux excentriques, comme celui du titre La perle dans lequel apparaît le comédien Félix Maritaud, également pour ses interprétations sur la plateforme COLORS,.
En 2025, avec Joseph Schiano di Lombo, elle présente à l'Hyper Weekend Festival un duo voix et orgue intitulé Orguasme.

### Style et influences
Bonnie Banane mélange le R&B, la soul ou encore le jazz, avec des touches de hip-hop et d'électronique. Sa musique pourrait être décrite comme de la pop expérimentale ou du R&B alternatif.

## Discographie

### Singles et participations
- Statue (2016)
- Mouvements (2017)
- Feu au lac (2018)
- Le Regard Qui Tue (2019)
- La Clef ft. Myth Syzer (2020)
- La Lune & Le Soleil (2020)
- Flash (2020)
- Limites (2020)
- Mauvaise Foi (2020)
- Pollen ft. The Hop et Edge
- Le Code ft. Myth Syzer, Ichon & Monk (2017)
- Il Pleut Sur Notre Dame avec Chilly Gonzales
- OCTEMBRE ft. Hubert Lenoir

## Filmographie

### Cinéma

#### Longs métrages
- 2010 : La Blonde aux seins nus de Manuel Pradal : Irma
- 2011 : L'Apollonide (Souvenirs de la maison close) de Bertrand Bonello : une prostituée
- 2015 : Marguerite et Julien de Valérie Donzelli : une prostituée
- 2019 : Junk Love de Pierre de Suzzoni : Jenny #2
- 2021 : After Blue (Paradis sale) de Bertrand Mandico : Climax

#### Courts métrages
- 2013 : Shopping de Vladilen Vierny : la caissière
- 2015 : Chronique de la jungle de Florent Sauze
- 2015 : Tohu-bohu de Juliette Penant : Mado
- 2016 : Ugh de Fanny Sidney : Charlotte
- 2017 : Les risques du métier de Gabriel Guerra Taveira : Alice
- 2017 : Olga de Maxime Bruneel : Claire
- 2018 : Johnny de Jerome Casanova : Emma
- 2018 : Le septième continent de Noé Debré : Claire Soares

### Télévision
- 2019-2021 : Mortel de Frédéric Garcia, réalisée par Édouard Salier, Simon Astier, Xavier Gens : Audrey Jourdan[7]

## Théâtre
- 2014 : Les Sacrifiées, mise en scène Vincent Goethals, CNSAD[9]
- 2015 : Berliner Mauer : Vestiges, mise en scène Julie Bertin et Jade Herbulot (Le Birgit Ensemble), Théâtre Gérard Philipe et tournée[27]
- 2015 : Hot House d'après Harold Pinter, mise en scène Loïc Renard, Théâtre 13[28]
- 2017 : Cabaret Europe, mise en scène Julie Bertin et Jade Herbulot (Le Birgit Ensemble), Théâtre de Châtillon[9]
- 2017 : Memories of Sarajevo, mise en scène Julie Bertin et Jade Herbulot (Le Birgit Ensemble), Festival d'Avignon[29]

## Distinction
- Prix Joséphine des artistes 2024[30]